# Die Märchenstunde
Die Märchenstunde (in Deutschland Die ProSieben Märchenstunde (Staffel 1–4) und ProSiebens 1001 Nacht (Staffel 5), in Österreich Die ORF-Märchenstunde (Staffel 1+2)) ist eine von 2006 bis 2009 produzierte und von 2006 bis 2012 ausgestrahlte Fernsehserie.
Die Drehbücher schrieben u. a. Tommy Krappweis, Erik Haffner und Norman Cöster, die sich für den KiKA auch die Geschichten von Bernd das Brot ausgedacht haben. Außerdem führen sie Regie und spielen auch einige kleine Nebenrollen.

## Inhalt
In jeder Folge wird ein klassisches Märchen wie Hans im Glück, Rotkäppchen oder Rapunzel persifliert. Dabei werden teilweise die gesamte Handlung, Charaktere oder sogar das Ende eines Märchens umgeschrieben. So existiert z. B. beim Froschkönig kein sprechender Frosch oder die Pechmarie in Frau Holle ist eigentlich die Gute. Weiterhin tauchen immer wieder Anspielungen auf bekannte Filme, Fernsehserien und Werbespots auf. In der von Rat Pack Filmproduktion produzierten Filmreihe werden variabel vornehmlich bekannte Schauspieler und Comedy-Stars eingesetzt.
Feste Charaktere sind der Märchenerzähler (Thomas Fritsch) und sein „Assistent“ Bruto, ein mittelalterlicher Henker, dessen Aufgabe es ist, Bernhard Hoëcker, welcher stets vergeblich versucht, in die Handlung des Märchens einzugreifen oder sogar darin mitzuspielen, jedes Mal unsanft zu entfernen. Der Erzähler quittiert dies stets mit einem sarkastisch-erleichterten „Danke, Bruto!“. In der fünften Staffel übernimmt Carolin Kebekus die Funktion der Märchenerzählerin.

## Episodenliste

### 1. Staffel
Die erste Staffel wurde im März und April 2006 auf ProSieben und ORF eins ausgestrahlt.
- Rotkäppchen – Wege zum Glück

Handlung: Rotkäppchen will Sängerin werden und lässt sich deshalb von dem hinterhältigen Herrn Wolf auf eine Castingshow beim König vorbereiten.
Titelbezug: Wege zum Glück, deutsche Telenovela
Darsteller: Julia Stinshoff als Rotkäppchen, Christian Tramitz als Sebastian Wolf, Michael Kessler als Jäger Jörg, Heinz Hoenig als Finanzminister Eisenhans, Wigald Boning als Flaschengeist und  Karl Dall als König. Cameo von Lorenzo Woodard als Mieser Barde.
| Datum         | Zuschauer | Zuschauer       | Marktanteil | Marktanteil     | Quellen     |
| Datum         | Gesamt    | 14 bis 49 Jahre | Marktanteil | Marktanteil     | Quellen     |
| Datum         | Gesamt    | 14 bis 49 Jahre | Gesamt      | 14 bis 49 Jahre | Quellen     |
| ------------- | --------- | --------------- | ----------- | --------------- | ----------- |
| 20. März 2006 | 5,39 Mio. | 4,27 Mio.       | 15,3 %      | 28,7 %          | [ 2 ] [ 3 ] |

- Rapunzel oder Mord ist Ihr Hobby

Handlung: Prinz Helmold von Poppel versucht mit Detektivarbeit, den Fall der verschwundenen Rapunzel zu lösen.
Titelbezug: Mord ist ihr Hobby, US-amerikanische Krimiserie
Darsteller: Oliver Wnuk als Prinz Helmold von Poppel, Axel Stein als Page Eppo, Mike Krüger als König Poppel, Karl Markovics als Doktor Däumling, Heinrich Schafmeister als Vater, Katy Karrenbauer als Mutter, Mirja Boes als Hexe, Annette Frier als Dornröschen und Janin Reinhardt als Rapunzel.
| Datum         | Zuschauer | Zuschauer       | Marktanteil | Marktanteil     | Quellen     |
| Datum         | Gesamt    | 14 bis 49 Jahre | Marktanteil | Marktanteil     | Quellen     |
| Datum         | Gesamt    | 14 bis 49 Jahre | Gesamt      | 14 bis 49 Jahre | Quellen     |
| ------------- | --------- | --------------- | ----------- | --------------- | ----------- |
| 27. März 2006 | 4,23 Mio. | 3,41 Mio.       | –           | 25,0 %          | [ 4 ] [ 5 ] |

- Zwerg Nase – Vier Fäuste für ein Zauberkraut

Handlung: Dem eingebildeten Jakob wird von der bösen Hexe eine hässliche Nase gezaubert. Um den Fluch zu brechen, tut er sich mit dem Ex-Personenschutz Muskete zusammen.
Titelbezug: Verschiedene Filme mit Terence Hill und Bud Spencer (z. B. Vier Fäuste gegen Rio, Vier Fäuste für ein Halleluja)
Darsteller: Manou Lubowski als Der schöne Jakob/Zwerg Nase, Christian Tramitz als Muskete, Julia Dietze als Blumenmädchen Mimi, Wolfgang Völz als Küchenchef Rübenzahl, Christian Clerici als Zauberer Ed von Schleck, Simon Gosejohann als Berater des Zauberers, Ralf Zacherl als er selbst, Mundstuhl als Palastwache und Sonja Kirchberger als Hexe.
| Datum         | Zuschauer | Zuschauer       | Marktanteil | Marktanteil     | Quellen     |
| Datum         | Gesamt    | 14 bis 49 Jahre | Marktanteil | Marktanteil     | Quellen     |
| Datum         | Gesamt    | 14 bis 49 Jahre | Gesamt      | 14 bis 49 Jahre | Quellen     |
| ------------- | --------- | --------------- | ----------- | --------------- | ----------- |
| 3. April 2006 | 3,61 Mio. | –               | 20,9 %      | –               | [ 6 ] [ 7 ] |

- Rumpelstilzchen – Auf Wache im Märchenwald

Handlung: Die Märchenwaldwache 3, Hauptmann Hollerbusch, Obergefreiter „Jojo“ Johannes und Untergefreiter Bruno „Keule“, jagen Rumpelstilzchen und werden dabei von einem Fernsehteam begleitet.
Titelbezug: Die Stadtwache-Geschichten der Stadt Ankh-Morpork auf der Scheibenwelt; Schauplatz zahlreicher Fantasy-Romane des englischen Schriftstellers Terry Pratchett.
Darsteller: Oliver Kalkofe als Hauptmann Hollerbusch, Bürger Lars Dietrich als Gefreiter Johannes „Jojo“ Johansson, Janine Kunze als Königin, Tetje Mierendorf als Untergefreiter Bruno Klotz, Sonya Kraus als Hexe, Erkan & Stefan als Tiger und Bär und Herbert Feuerstein als Rumpelstilzchen
| Datum          | Zuschauer | Zuschauer       | Marktanteil | Marktanteil     | Quellen     |
| Datum          | Gesamt    | 14 bis 49 Jahre | Marktanteil | Marktanteil     | Quellen     |
| Datum          | Gesamt    | 14 bis 49 Jahre | Gesamt      | 14 bis 49 Jahre | Quellen     |
| -------------- | --------- | --------------- | ----------- | --------------- | ----------- |
| 10. April 2006 | –         | –               | –           | 16,8 %          | [ 8 ] [ 9 ] |

- Hoëckers buntes Märchen-Allerlei

### 2. Staffel
Die 2. Staffel wurde im September und Oktober 2006 auf ORF eins (ab dem 16. September) und ProSieben (ab dem 18. September) ausgestrahlt.
- Tischlein deck dich – Esel, Ziegen, echte Männer

Handlung: Die Bergmannssöhne Albert, Martin und Jakob müssen in die Welt ziehen und erhalten von ihren Lehrmeistern einen „Goldesel“, ein „Tischlein deck dich“ und einen „Knüppel aus dem Sack“.

Darsteller: Elton, Tobias Schenke, Ingo Naujoks, Lukas Resetarits und Ralf Richter
| Datum              | Zuschauer | Zuschauer       | Marktanteil | Marktanteil     | Quellen      |
| Datum              | Gesamt    | 14 bis 49 Jahre | Marktanteil | Marktanteil     | Quellen      |
| Datum              | Gesamt    | 14 bis 49 Jahre | Gesamt      | 14 bis 49 Jahre | Quellen      |
| ------------------ | --------- | --------------- | ----------- | --------------- | ------------ |
| 18. September 2006 | 3,13 Mio. | 2,46 Mio.       | 9,8 %       | 18,4 %          | [ 8 ] [ 10 ] |

- Hans im Glück – Tauschrausch im Märchenland

Handlung: Sein verrückter Meister gibt Hans am Ende seiner Lehrzeit einen Klumpen Gold. Leider ist Hans tauschsüchtig.

Darsteller: Christian Ulmen, Ingo Appelt, Nora Tschirner und Joseph Hannesschläger
| Datum              | Zuschauer | Zuschauer       | Marktanteil | Marktanteil     | Quellen       |
| Datum              | Gesamt    | 14 bis 49 Jahre | Marktanteil | Marktanteil     | Quellen       |
| Datum              | Gesamt    | 14 bis 49 Jahre | Gesamt      | 14 bis 49 Jahre | Quellen       |
| ------------------ | --------- | --------------- | ----------- | --------------- | ------------- |
| 25. September 2006 | 3,08 Mio. | 2,37 Mio.       | 9,6 %       | 17,4 %          | [ 11 ] [ 12 ] |

- Der Froschkönig – Im Brunnen hört dich niemand schreien

Handlung: Prinz Hohlholm von Sülzenstein fällt in den Schlossbrunnen und landet in einem anderen Brunnenschacht. Die dortige Prinzessin, Dorothea von Hagerburg, glaubt aber, es sei ein sprechender Frosch.
Titelbezug: Verschiedene Horrorfilme und Thriller (z. B. Below – Da unten hört dich niemand schreien, Alien – Im Weltraum hört dich niemand schreien)
Darsteller: Hugo Egon Balder, Frank Giering, Alexandra Neldel, Michael Kessler, Tommy Krappweis, Gerd Ekken Gerdes und Heinz Werner Kraehkamp
- Frau Holle – Im Himmel ist die Hölle los

Handlung: Goldmarie ist in Wirklichkeit eine aufgeblasene, anstrengende Zicke namens Chantal. Als sie in den Brunnen fällt, muss ihre Schwester Marie sie retten. Beide landen im Land von Frau Holle, wo man nichts tun darf, ohne auf der Erde ein Chaos anzurichten.
Titelbezug: Auf dem Highway ist die Hölle los, US-amerikanische Actionkomödie
Darsteller: Hella von Sinnen, Jana Pallaske, Mirjam Weichselbraun, Kalle Pohl, Mareike Carrière, Bernd das Brot, Peter Nottmeier und Heinz Werner Kraehkamp
| Datum           | Zuschauer | Zuschauer       | Marktanteil | Marktanteil     | Quellen |
| Datum           | Gesamt    | 14 bis 49 Jahre | Marktanteil | Marktanteil     | Quellen |
| Datum           | Gesamt    | 14 bis 49 Jahre | Gesamt      | 14 bis 49 Jahre | Quellen |
| --------------- | --------- | --------------- | ----------- | --------------- | ------- |
| 9. Oktober 2006 | 2,92 Mio. | 2,23 Mio.       | 8,9 %       | 17,0 %          | [ 13 ]  |

### 3. Staffel
Die 3. Staffel wurde im März und April 2007 auf ProSieben ausgestrahlt.
- Der gestiefelte Kater – Catman begins

Handlung: Müllerssohn Tobias liegt im Koma auf dem Schloss, aber seitdem sorgt der maskierte, gestiefelte Kater in der Stadt für Ordnung. Auch dem gemeinen Zauberer Zybzbifnix will er das Handwerk legen.
Titelbezug: Batman Begins, US-amerikanische Comicverfilmung
Darsteller: Elmar Gunsch, Wolf Roth, Sven Ottke, Daniel Krauss, Wolke Hegenbarth, Hugo Egon Balder, Johann König und Martin Semmelrogge
| Datum         | Zuschauer | Zuschauer       | Marktanteil | Marktanteil     | Quellen       |
| Datum         | Gesamt    | 14 bis 49 Jahre | Marktanteil | Marktanteil     | Quellen       |
| Datum         | Gesamt    | 14 bis 49 Jahre | Gesamt      | 14 bis 49 Jahre | Quellen       |
| ------------- | --------- | --------------- | ----------- | --------------- | ------------- |
| 26. März 2007 | 2,39 Mio. | 1,93 Mio.       | 7,2 %       | 15,1 %          | [ 14 ] [ 15 ] |

- Aschenputtel – Für eine Handvoll Tauben

Handlung: Petunia Rosentau lebt als Magd bei ihrer bösen Tante und deren Töchtern. Trotzdem soll sie den hässlichen und fiesen Prinzen heiraten. Nur der stumme Stalljunge Richard kann sie noch retten.
Titelbezug: Für eine Handvoll Dollar, Italo-Western von Sergio Leone (1964)
Darsteller: Chiara Schoras, Daniela Preuß, Bettina Lamprecht, Christine Kaufmann, Mathieu Carrière, Michael Kessler, Chris Howland, Sonja Kirchberger, Hennes Bender, und Dominique Horwitz
| Datum         | Zuschauer | Zuschauer       | Marktanteil | Marktanteil     | Quellen |
| Datum         | Gesamt    | 14 bis 49 Jahre | Marktanteil | Marktanteil     | Quellen |
| Datum         | Gesamt    | 14 bis 49 Jahre | Gesamt      | 14 bis 49 Jahre | Quellen |
| ------------- | --------- | --------------- | ----------- | --------------- | ------- |
| 2. April 2007 | 2,45 Mio. | –               | 7,5 %       | –               | [ 16 ]  |

- Die Prinzessin auf der Erbse – Qual der Wahl Royal

Handlung: Vroni, Tochter eines Erbsenbauers, hasst Erbsen, liebt aber Prinz Herold. Um ihn zu bekommen, muss sie aber erst diverse Prinzessinnentests bestehen.

Darsteller: Diana Amft, Ernst Hilbich, Matthias Knop, Jasmin Tabatabai, Nova Meierhenrich, Sonya Kraus, Herbert Feuerstein und Jan Sosniok
| Datum          | Zuschauer | Zuschauer       | Marktanteil | Marktanteil     | Quellen              |
| Datum          | Gesamt    | 14 bis 49 Jahre | Marktanteil | Marktanteil     | Quellen              |
| Datum          | Gesamt    | 14 bis 49 Jahre | Gesamt      | 14 bis 49 Jahre | Quellen              |
| -------------- | --------- | --------------- | ----------- | --------------- | -------------------- |
| 16. April 2007 | 1,94 Mio. | 1,5 Mio.        | –           | 13,1 %          | [ 17 ] [ 18 ] [ 19 ] |

- Hänsel und Gretel – Ein Fall für die Supergranny

Handlung: Die Satansbraten Hänsel und Gretel terrorisieren die ganze Stadt. Deshalb kommen sie in ein Erziehungslager der strengen Hexe.
Titelbezug: Die Super Nanny, Erziehungssendung von RTL
Darsteller: Axel Stein, Janin Reinhardt, Gudrun Landgrebe, Oliver Kalkofe, Oliver Welke, Simon Gosejohann und Tilo Prückner
| Datum          | Zuschauer | Zuschauer       | Marktanteil | Marktanteil     | Quellen       |
| Datum          | Gesamt    | 14 bis 49 Jahre | Marktanteil | Marktanteil     | Quellen       |
| Datum          | Gesamt    | 14 bis 49 Jahre | Gesamt      | 14 bis 49 Jahre | Quellen       |
| -------------- | --------- | --------------- | ----------- | --------------- | ------------- |
| 23. April 2007 | 2,2 Mio.  | –               | 13,9 %      | –               | [ 19 ] [ 20 ] |

### 4. Staffel
Die 4. Staffel wurde im August und September 2007 auf ProSieben ausgestrahlt.
- Schneewittchen – 7 Zipfel und ein Horst

Handlung: Das verhätschelte Einzelkind Schneewittchen steht ihrer bösen, schizophrenen Stiefmutter Alrauna gegenüber und versteckt sich vor dieser, als Stallbursche Horst getarnt, bei den Zwergen.
Darsteller: Felicitas Woll, Oliver K. Wnuk, Katja Flint, Helmut Zierl, Hilmi Sözer, Christian Tramitz, Ingo Appelt
| Datum           | Zuschauer | Zuschauer       | Marktanteil | Marktanteil     | Quellen       |
| Datum           | Gesamt    | 14 bis 49 Jahre | Marktanteil | Marktanteil     | Quellen       |
| Datum           | Gesamt    | 14 bis 49 Jahre | Gesamt      | 14 bis 49 Jahre | Quellen       |
| --------------- | --------- | --------------- | ----------- | --------------- | ------------- |
| 27. August 2007 | 2,49 Mio. | –               | 8,6 %       | 15,4 %          | [ 21 ] [ 22 ] |

- Des Kaisers neue Kleider – Mode, Mob und Monarchie

Handlung: Der neue Kaiser, ein Despot mit Kleidertick, bringt das Volk mit seiner Verschwendungssucht gegen sich auf und löst eine Revolution aus.
Darsteller: Oliver Korittke, Manuel Cortez, Christian Tramitz, Dirk Bach, Friederike Kempter, Jutta Speidel
| Datum             | Zuschauer | Zuschauer       | Marktanteil | Marktanteil     | Quellen       |
| Datum             | Gesamt    | 14 bis 49 Jahre | Marktanteil | Marktanteil     | Quellen       |
| Datum             | Gesamt    | 14 bis 49 Jahre | Gesamt      | 14 bis 49 Jahre | Quellen       |
| ----------------- | --------- | --------------- | ----------- | --------------- | ------------- |
| 3. September 2007 | 2,18 Mio. | 1,72 Mio.       | –           | 13,4 %          | [ 23 ] [ 24 ] |

- König Drosselbart – Der Schöne und das Biest

Handlung: Die arrogante Schickimicki-Prinzessin wird von ihrem Vater, der ihre Allüren satt hat, mit dem nächstbesten Bettler vermählt, was sie zum ersten Mal mit Arbeit konfrontiert.
Titelbezug: Die Schöne und das Biest, ein französisches Volksmärchen
Darsteller: Jeanette Biedermann, Kai Lentrodt, Christoph M. Ohrt, Eva Habermann, Johanna Klum
| Datum              | Zuschauer | Zuschauer       | Marktanteil | Marktanteil     | Quellen       |
| Datum              | Gesamt    | 14 bis 49 Jahre | Marktanteil | Marktanteil     | Quellen       |
| Datum              | Gesamt    | 14 bis 49 Jahre | Gesamt      | 14 bis 49 Jahre | Quellen       |
| ------------------ | --------- | --------------- | ----------- | --------------- | ------------- |
| 10. September 2007 | –         | 1,57 Mio.       | –           | 11,7 %          | [ 25 ] [ 26 ] |

- Dornröschen – Ab durch die Hecke

Handlung: Nach der Geburt der Prinzessin werden alle weisen Frauen des Landes, außer eine mit einem Hygieneproblem, eingeladen. Diese ist beleidigt und verflucht nun die Prinzessin, weshalb diese die nächsten 18 Jahre lang verhätschelt wird, um sich nicht zu stechen, was schließlich aber doch geschieht.
Titelbezug: Ab durch die Hecke, ein US-amerikanischer Animationsfilm von 2006
Darsteller: Josefine Preuß, Florian David Fitz, Horst Janson, Oliver Petszokat, Anja Kruse, Ilja Richter, Tanja Mairhofer, Rainer Basedow
| Datum              | Zuschauer | Zuschauer       | Marktanteil | Marktanteil     | Quellen       |
| Datum              | Gesamt    | 14 bis 49 Jahre | Marktanteil | Marktanteil     | Quellen       |
| Datum              | Gesamt    | 14 bis 49 Jahre | Gesamt      | 14 bis 49 Jahre | Quellen       |
| ------------------ | --------- | --------------- | ----------- | --------------- | ------------- |
| 17. September 2007 | –         | 1,26 Mio.       | –           | 10,3 %          | [ 25 ] [ 27 ] |

### 5. Staffel
Die 5. Staffel wurde 2009 gedreht und ab Oktober 2012 als Erstausstrahlung unter dem Titel „ProSiebens 1001 Nacht“ bei ProSieben gezeigt. Sie wurde aufgrund schlechter Quoten nach drei Folgen aus dem Abendprogramm genommen. Die restlichen Folgen wurden im November 2012 auf ProSieben im späten Nachtprogramm  nachträglich ausgestrahlt.
- Kalif Storch – Ein Herrscher lässt die Sau raus!

Darsteller: Kida Khodr Ramadan als Kalif Feisal, Anna Julia Kapfelsperger als Yasemin, Elyas M’Barek als Prinz Harun, Christian Kahrmann als Hassan, Hildegard Krekel als Yasemins Mutter, Johannes Rotter als Yasemins Vater, Peter Nottmeier als Herr Zwegat, Max Giermann als Uri Ben Gabel
| Datum           | Zuschauer | Zuschauer       | Marktanteil | Marktanteil     | Quellen       |
| Datum           | Gesamt    | 14 bis 49 Jahre | Marktanteil | Marktanteil     | Quellen       |
| Datum           | Gesamt    | 14 bis 49 Jahre | Gesamt      | 14 bis 49 Jahre | Quellen       |
| --------------- | --------- | --------------- | ----------- | --------------- | ------------- |
| 8. Oktober 2012 | –         | 0,86 Mio.       | –           | 6,9 %           | [ 30 ] [ 31 ] |

- Ali Baba und die vierzig Räuber

Darsteller: Fahri Yardım als Ali Baba, Cristina do Rego als Shantü, Ralph Herforth als Jaffa, Antoine Monot, Jr. als Bobo Ben Bibi, Peter Nottmeier und Mona Sharma als Touristen
- Die Karawane der verfluchten Jungfrauen

Darsteller: Axel Stein als Aydin El Macko und Aischee, Inez Bjørg David als Leyla, Dirk Bach als Sultan, Michael Lott als Nud El Mer / Ment al Fisto, Gülcan Kamps als Euphra, Mark Keller als Al Schund, Ercan Özçelik als Ben Schneidi, Lena Amende als Tiggi Riss
- Der kleine Muck

Darsteller: Volker Michalowski als Muck, Wanda Badwal als Hülya, Stephan Bieker als Gulbo, Bürger Lars Dietrich als Django Türbo, Ross Antony als Chleim Sheick, Holger Handtke als Luzi Faith
- Der verflixte Flaschengeist

Darsteller: Josefine Preuß als Papatya, Peter Rappenglück als Dschinn, Arzu Bazman als Hazal, Zora Holt als Akkiz, Ralf Richter als Papatyas Vater, Simon Gosejohann als Prinz Bekkar, Wayne Carpendale als Sindbad
- Der Dieb von Bagdad

Darsteller: Niels Bruno Schmidt als Sabu, Oliver Beerhenke als Kalif Ahmad, Anna Böttcher als El-Ke, André Hennicke als Großwesir Faid, Ellenie Salvo González als Fatimah, Norman Cöster als Ali, Holger Speckhahn als Wache

## Hintergrund und Trivia
- Sehr viele Darsteller sprechen in ihrem jeweiligen Dialekt (wienerisch, schwäbisch, ostfränkisch etc.).
- Die Reihe wurde, wie auch andere Rat Pack-Produktionen (z. B. Der Wixxer oder Hui Buh – Das Schlossgespenst), in Tschechien gedreht.
- 2006 war Die ProSieben Märchenstunde für den deutschen Comedypreis in der Kategorie Beste Komödie nominiert.
- Als Nachfolger der Märchenreihe produzierte ProSieben 2008 mit Rat Pack Filmproduktion die Funny-Movie-Filme und ProSiebens 1001 NACHT (5. Staffel der Märchenstunde).
- Bernd das Brot hatte einen Auftritt in der Folge Frau Holle.
- Der am 1. Oktober 2012 verstorbene Dirk Bach hatte in der Folge Die Karawane der verfluchten Jungfrauen seinen letzten Fernsehauftritt.
- Die Fernsehserie wurde mehrmals auf Sat.1 Comedy, ProSieben Fun und ProSieben wiederholt.

## DVD-Veröffentlichung
Die vier ersten Staffeln wurden bisher auf DVD veröffentlicht. Jeweils zwei Folgen sind in einer Box enthalten, zuzüglich Extras wie Outtakes und nicht verwendete Szenen.